# Hugo van der Goes
Hugo van der Goes (přibližně 1430/1440, Ghent – 1482, Auderghem) byl pozdně gotický vlámský malíř, jeden z nejvýznamnějších představitelů Severské renesance.

## Život
Narodil se v Gentu, kde je v roce 1467 uváděn jako mistr a člen místního cechu umělců. V následujícím roce byl pověřen slavnostní dekorací města Bruggy při příležitosti sňatku burgundského vévody Karla Smělého s Margaretou z Yorku. V roce 1470 si vzal Mariu Maddalenu Baroncelli, se kterou měl deset dětí. V letech 1473 – 1476 byl doyenem cechu sv. Lukáše v Gentu. Trpěl depresemi, proto kolem roku 1478 odešel do augustiniánského kláštera Červeného kříže poblíž Bruselu jako jeho laický člen, protože se domníval, že klášterní život jeho nemoc utiší.
V klášteře byl velmi vážený a navštívila ho zde řada významných osobností, včetně pozdějšího císaře Maxmiliána I. Roku 1480 ho povolala radnice v Lovani, aby dokončil křídlo triptychu oltáře, jehož centrální část vytvořil Dieric Bouts. Deprese však nepolevily a po cestě do Kolína nad Rýnem, kterou podnikl v roce 1481 se pokusil o sebevraždu. V roce 1482 zemřel a byl pohřben na hřbitově kláštera, kde je nyní umístěna pamětní deska.

## Dílo

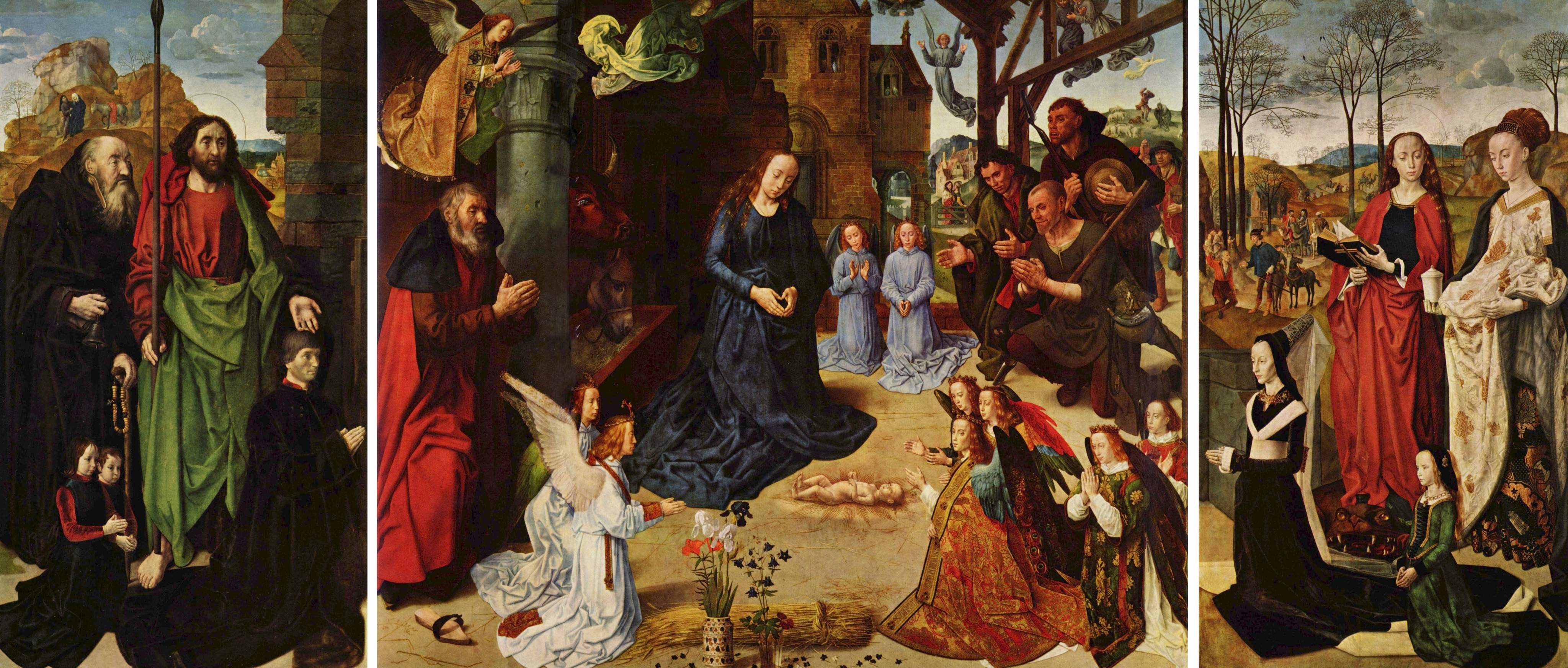
Oltář Portinariho

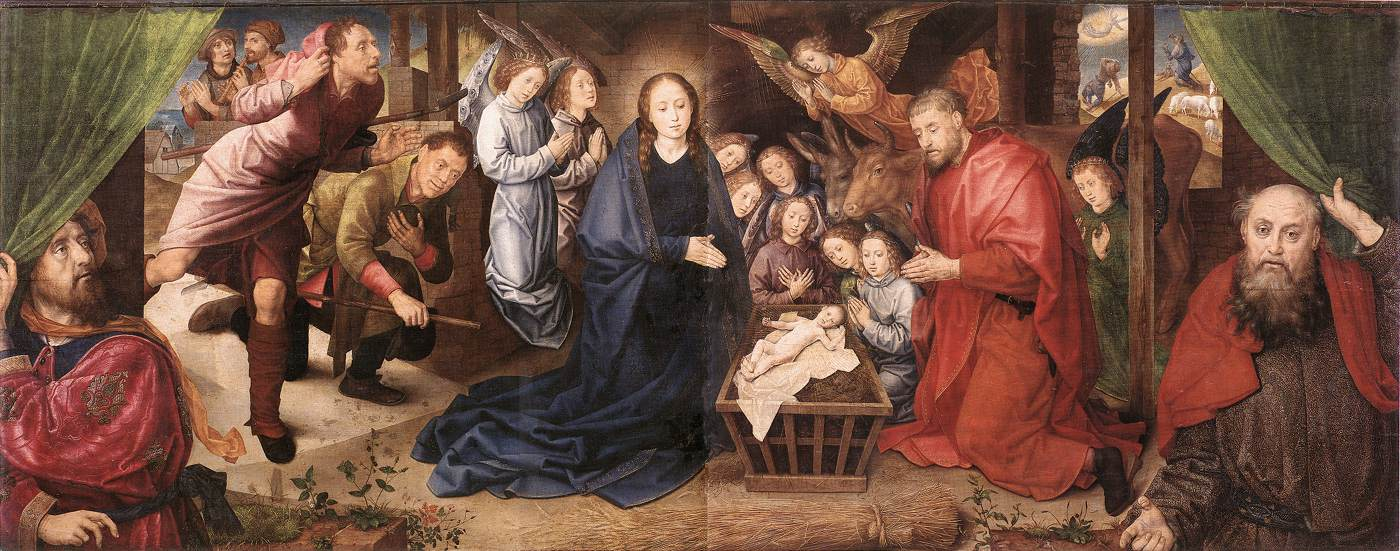
Adorace pastýřů

Jeho nejslavnějším a jediným ověřeným dílem je Oltář Portinariho (kolem roku 1475, objednaný bankéřem rodiny Medicejů Tommasem Portinarim pro kostel San Egidio v nemocnici Santa Maria Nuova ve Florencii. V současné době je ve florentské galerii Uffizi). Celý triptych má rozměry 253 x 586 cm. Křídla oltáře znázorňují rodinné příslušníky a svaté patrony, na zadní straně je provedeno Zvěstování technikou grisaille. Centrální scéna s klaněním pastýřů má přibližně kruhovou kompozici v jejímž středu leží Ježíšek ve věnci paprsků. Prostorovou hloubku vytvářejí architektonické prvky a plochy ustupující do pozadí jako kulisy. Postavy ztratily na trojrozměrnosti, ale vyznačují se silou výrazu a gest. Malíř se ve znázornění postav vrací k hieratické perspektivě a andělé v popředí jsou výrazně menších rozměrů oproti hlavním postavám Panny Marie, Josefa a pastýřů. Kvalitou malířského provedení nádherných plášťů nebo květin převyšuje díla předchozích generací a ovlivnil např. florentské malíře Ghirlandaia, Filippina Lippi, Leonarda da Vinci.
U ostatních děl, přisuzovaných Hugo van der Goes, je autorství posuzováno na základě stylistické analýzy a porovnání s Oltářem Portinariho.
Hugo van der Goes vytvořil také velké množství kreseb, které se zachovaly většinou pouze jako kopie jeho následovníků. Za originální kresbu je považován Jakob a Rachel, nyní uloženou v Christ Church Picture Gallery v Oxfordu.

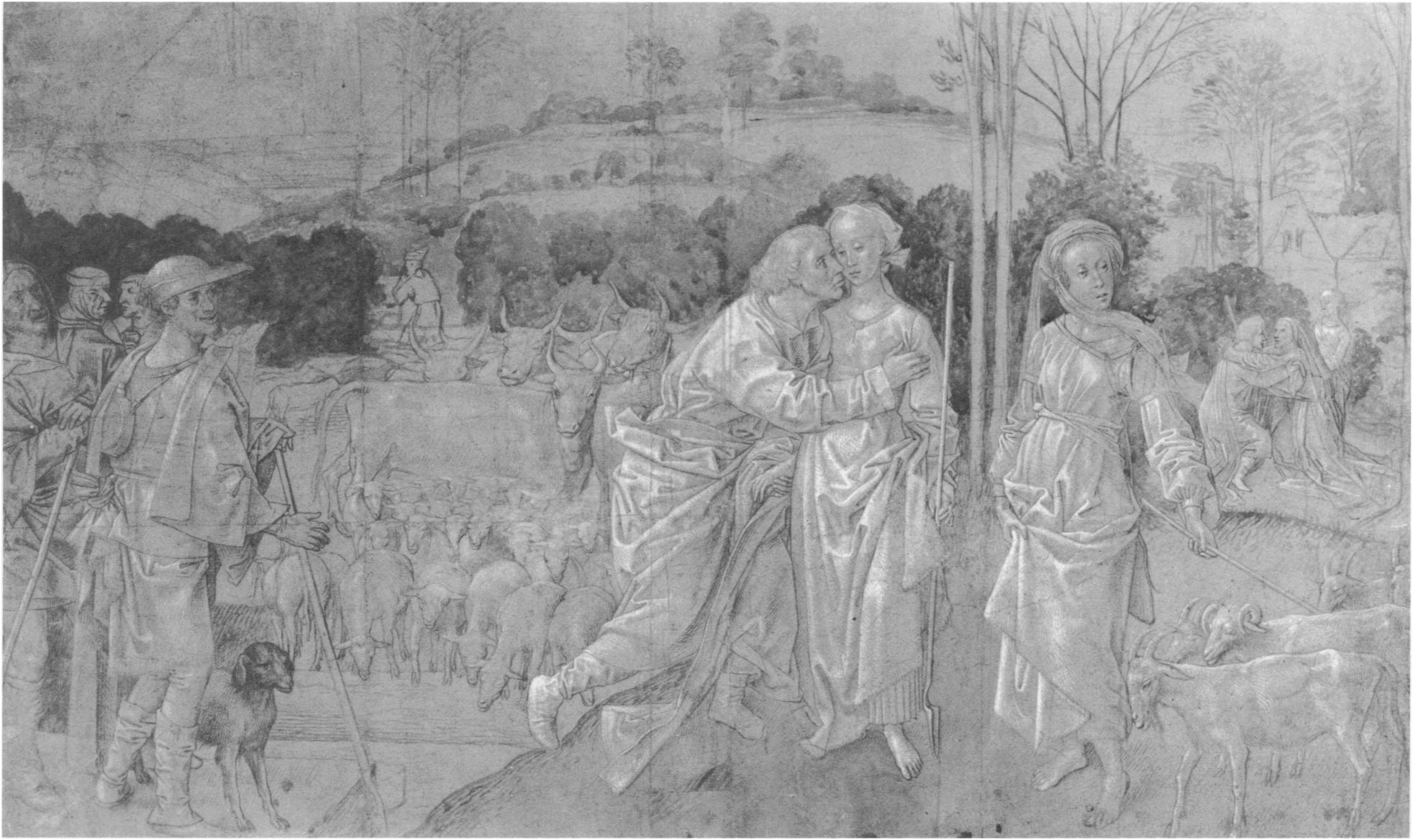
Hugo van der Goes, Jacob a Rachel

### Díla přisuzovaná autorovi
- 1465-68 Triptych s Kalvárií, cathédrale Saint-Bavon de Gand
- 1470 Monfortský oltář, Gemäldegalerie Berlín
- 1470 Ukřižování, Museo Correr, Benátky
- 1470 Oltář Portinariho, Galeria degli Uffizi, Florencie
- 1475 Vídeňský diptych, Kunsthistorisches muzeum, Vídeň
- 1475 levý panel oltáře s Utrpením sv. Hippolyta (střed Dieric Bouts), Katedrála svatého Salvátora, Bruggy
- 1475 Portrét modlícího se muže se sv. Janem Křtitelem, Walters Art Museum, Baltimore
- 1475 Portrét muže, Metropolitní muzeum umění, New York
- 1478 Portrét mnicha, Metropolitní muzeum umění, New York
- 1478-79 Oltář sv. Trojice (desky Edwarda Bonkila), National Gallery of Scotland, Edinburgh[4]
- 1480 Diptych se Snímáním z kříže, levá část kolekce Wildenstein, New York, pravá část Gemäldegalerie Berlín
- 1480 Klanění pastýřů, Gemäldegalerie Berlín
- 1480 Smrt Panny Marie, Groeningemuseum, Bruggy
- 1480/90 Prostřední panel triptychu s Madonou, Städelsches Institut, Frankfurt nad Mohanem